# Organische verbinding

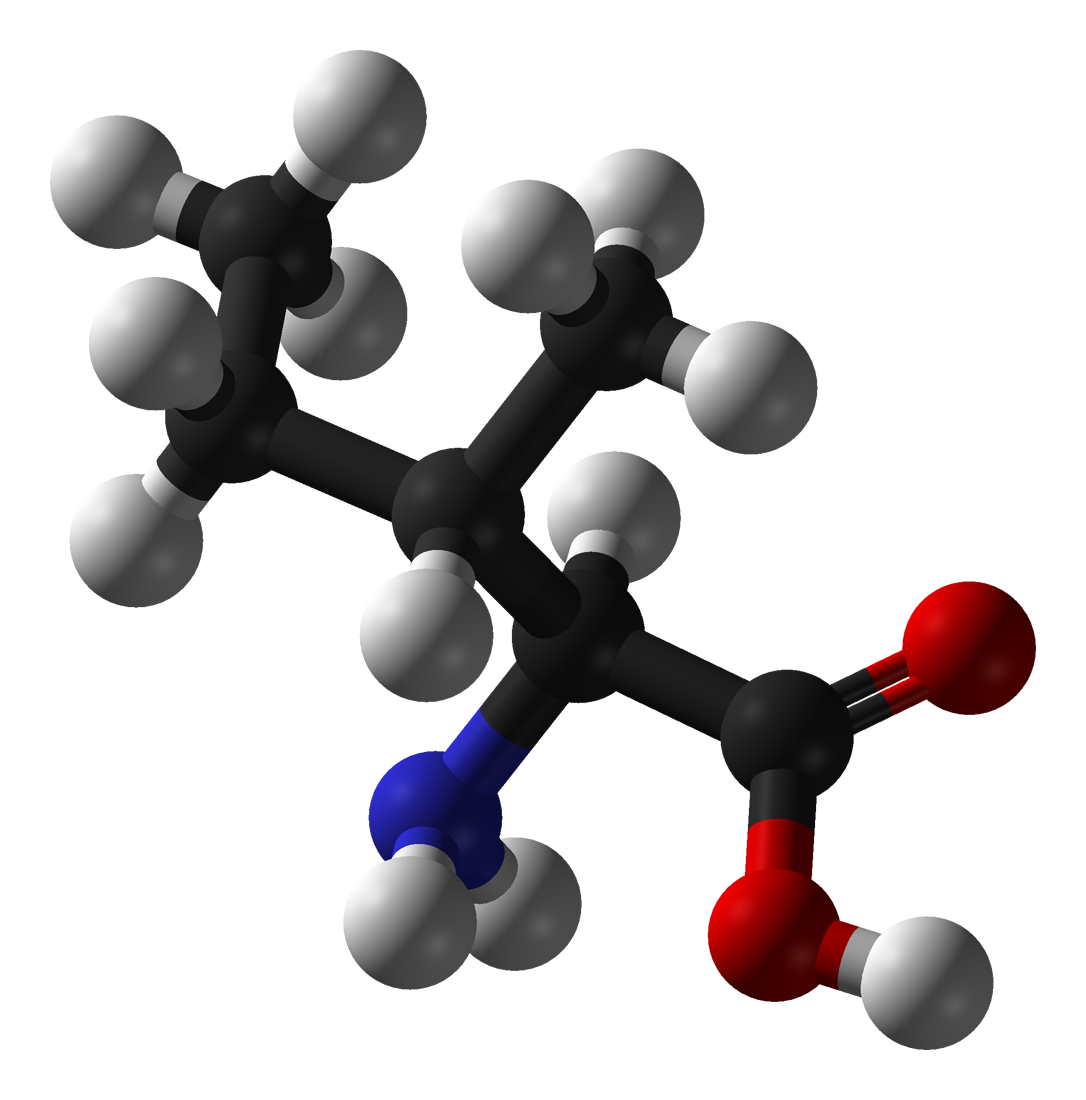
Het aminozuur isoleucine (C_{6}H_{13}NO_{2}) is een goed voorbeeld van een organische verbinding. Koolstofatomen zijn zwart, waterstof is grijs, zuurstof rood, en stikstof blauw

Een organische verbinding of organische stof is een moleculaire chemische verbinding, die in ieder geval een koolstof-atoom bevat en meestal meerdere koolstofatomen, die via een covalente binding aan elkaar zijn geschakeld tot een koolstofketen. Deze koolstofketen vormt het geraamte van organische moleculen en kan lineair of ringvormig zijn. Kleine koolstofketens kunnen zich chemisch aaneenrijgen tot polymeren die tot vele duizenden koolstofatomen kunnen bevatten. Organische verbindingen worden bestudeerd door de vakgebieden van de organische chemie en de biochemie.
Koolstofhoudende verbindingen die tot de anorganische verbindingen gerekend worden zijn bijvoorbeeld koolstofdioxide, carbonaten, cyaniden, cyanaten en thiocyanaten.

## Elementen
Naast koolstof bevatten organische verbindingen vrijwel altijd waterstofatomen. Uitzonderingen hierop vormen halogeen gesubstitueerde (met halogeen-atomen in plaats van waterstofatomen) koolstofverbindingen als tetrachloormethaan, tetrabroommethaan en hexachloorbenzeen. Ook zitten er vaak stikstof, zwavel en zuurstof in organische verbindingen. Andere voorkomende elementen zijn: fluor, chloor, broom, jood, fosfor, silicium, telluur en boor. Ook metalen als lithium, natrium, kalium, beryllium, magnesium, germanium, lood, arseen, antimoon en bismut kunnen soms voorkomen. Verbindingen van metalen en organische verbindingen worden organometaalverbinding genoemd.

## Naam
De naam organische verbindingen stamt uit de tijd dat deze groep verbindingen alleen in de levende natuur waren te vinden, aangemaakt door organismen. De uiteindelijke basis van deze koolstofhoudende natuurlijke verbindingen is de fotosynthese of koolstofassimilatie, waarbij planten koolstofatomen, uit in de atmosfeer aanwezige koolstofdioxide, vastleggen in de koolstofketens van glucosemoleculen. Vanuit glucose maakt de plant vervolgens ook grotere koolstofhoudende moleculen als vetten, en biopolymeren als cellulose, zetmeel, eiwitten, en DNA aan. 
In 1828 slaagde Friedrich Wöhler er als eerste in door middel van chemische synthese een eenvoudige, natuurlijke koolstofverbinding natuur-identiek na te maken: ureum. Sindsdien werden steeds meer en steeds complexere, van oorsprong natuurlijke koolstofverbindingen synthetisch (via chemische synthese) in het laboratorium vervaardigd. De tak van de scheikunde die zich sindsdien met synthetische organische verbindingen bezighoudt heet nog altijd de organische chemie, hoewel het na 1828 correcter is te spreken van koolstofchemie, temeer omdat er in fabrieken en laboratoria inmiddels veel koolstofverbindingen worden vervaardigd die überhaupt niet in de natuur voorkomen. Deze synthetische, niet natuur-identieke organische verbindingen spelen een belangrijke rol in het dagelijks leven. Zo behoort bijvoorbeeld de industriële productie van kunststoffen of plastics die bestaan uit kunstmatige polymeren, tot de organische chemie. Om nog maar te zwijgen van de talrijke synthetische, op koolstofverbindingen gebaseerde medicijnen die in de natuur onbekend zijn.

## Onderverdeling
- koolwaterstoffen
  - alifatische verbindingen
  - aromatische verbindingen
  - anti-aromatische verbindingen
- carbonzuur
- alcoholen
- aminen
- diazoniumverbindingen
- nitrilverbindingen

Organische zuren als fenolen en carbonzuren vormen gemakkelijk zouten: de zogenaamde organische zouten.

## Biochemie
In de biochemie (biologische scheikunde) worden vier hoofdsoorten natuurlijke organische verbindingen (biomoleculen) onderscheiden. Veel biomoleculen kunnen in het laboratorium worden nagemaakt.
- vetten
- koolhydraten
- eiwitten
- nucleïnezuren zoals DNA en RNA